# Lijst van voetbalinterlands Singapore - Syrië
Deze lijst van voetbalinterlands is een overzicht van alle officiële voetbalwedstrijden tussen de nationale teams van Singapore en Syrië. De landen hebben tot op heden zes keer tegen elkaar gespeeld. De eerste ontmoeting, een vriendschappelijke wedstrijd, werd gespeeld in Kuala Lumpur (Maleisië) op 22 juli 1978. Het laatste duel, eveneens een vriendschappelijke wedstrijd, vond plaats op 9 november 2016 in Seremban (Maleisië).

## Wedstrijden
| № | Plaats       | Datum            | Competitie                 | Wedstrijd         | Uitslag |
| - | ------------ | ---------------- | -------------------------- | ----------------- | ------- |
| 1 | Kuala Lumpur | 22 juli 1978     | Vriendschappelijk          | Syrië − Singapore | 1 − 4   |
| 2 | Singapore    | 15 oktober 2013  | Azië Cup 2015 kwalificatie | Singapore − Syrië | 2 − 1   |
| 3 | Teheran      | 15 november 2013 | Azië Cup 2015 kwalificatie | Syrië − Singapore | 4 − 0   |
| 4 | Muscat       | 3 september 2015 | WK 2018 kwalificatie       | Syrië − Singapore | 1 − 0   |
| 5 | Singapore    | 17 november 2015 | WK 2018 kwalificatie       | Singapore − Syrië | 1 − 2   |
| 6 | Seremban     | 9 november 2016  | Vriendschappelijk          | Syrië − Singapore | 2 − 0   |

## Samenvatting
| Competitie            | Totaal gespeeld | Winst Singapore | Gelijk | Winst Syrië | Doelsaldo Singapore – Syrië |
| --------------------- | --------------- | --------------- | ------ | ----------- | --------------------------- |
| WK-kwalificatie       | 2               | 0               | 0      | 2           | 1 − 3                       |
| Azië Cup-kwalificatie | 2               | 1               | 0      | 1           | 2 − 5                       |
| Vriendschappelijk     | 2               | 1               | 0      | 1           | 4 − 3                       |
| Totaal                | 6               | 2               | 0      | 4           | 7 − 11                      |

FAS · 
Lijst van A-internationals · 
Singaporees vrouwenelftal
1960 – 1969 ·
1970 – 1979 ·
1980 – 1989 ·
1990 – 1999 ·
2000 – 2009 ·
2010 – 2019
Afghanistan ·
Argentinië ·
Australië · 
Azerbeidzjan · 
Bahrein · 
Bangladesh · 
Brunei · 
Cambodja · 
Canada · 
China · 
Denemarken · 
Fiji ·
Filipijnen · 
Finland · 
Ghana · 
Guam ·
Hongkong · 
India · 
Indonesië · 
Irak · 
Iran · 
Israël · 
Japan · 
Jemen ·
Jordanië · 
Kazachstan · 
Kirgizië · 
Koeweit · 
Laos · 
Libanon · 
Macau · 
Malediven · 
Maleisië · 
Mauritius ·
Mongolië · 
Myanmar · 
Nepal · 
Nieuw-Zeeland · 
Noord-Korea · 
Noorwegen · 
Oezbekistan · 
Oman · 
Oost-Timor · 
Pakistan · 
Palestina · 
Papoea-Nieuw-Guinea ·
Polen · 
Qatar ·
Salomonseilanden · 
Saoedi-Arabië · 
Sri Lanka · 
Syrië · 
Tadzjikistan · 
Taiwan · 
Thailand · 
Turkmenistan · 
Uruguay · 
Verenigde Arabische Emiraten · 
Vietnam · 
Zuid-Korea · 
Zuid-Vietnam · 
Zweden
SFA · A-internationals · Syrisch vrouwenelftal
1940 - 1949 · 
1950 - 1959 · 
1960 - 1969 · 
1970 - 1979 · 
1980 - 1989 · 
1990 - 1999 · 
2000 – 2009 · 
2010 – 2019 ·
2020 − 2029
Afghanistan ·
Algerije ·
Australië ·
Bahrein ·
Bangladesh ·
Cambodja ·
China ·
Cyprus ·
Egypte ·
Filipijnen ·
Griekenland ·
Guam ·
Haïti ·
Hongkong ·
India ·
Indonesië ·
Irak ·
Iran ·
Japan ·
Jemen ·
Jordanië ·
Kazachstan ·
Kirgizië ·
Koeweit ·
Laos ·
Libanon ·
Libië ·
Malediven ·
Maleisië ·
Marokko ·
Mauritanië ·
Mauritius ·
Myanmar ·
Nepal ·
Noord-Korea ·
Oezbekistan ·
Oman ·
Pakistan ·
Palestina ·
Qatar ·
Rusland ·
San Marino ·
Saoedi-Arabië ·
Singapore ·
Soedan ·
Sovjet-Unie ·
Sri Lanka ·
Tadzjikistan ·
Taiwan ·
Thailand ·
Tunesië ·
Turkije ·
Turkmenistan ·
Venezuela ·
Verenigde Arabische Emiraten ·
Vietnam ·
Wit-Rusland ·
Zuid-Jemen ·
Zuid-Korea ·
Zweden